# Attentat de Grand-Bassam
L'attentat de Grand-Bassam est une fusillade qui a eu lieu le 13 mars 2016 dans un quartier touristique de la station balnéaire ivoirienne de Grand-Bassam, lieu de tourisme en Côte d'Ivoire, classé au Patrimoine mondial de l’UNESCO, et prisé tant par les Ivoiriens que par les Occidentaux. L'attaque a fait officiellement 19 morts, dont trois soldats des forces ivoiriennes. Al-Qaïda au Maghreb islamique revendique cette attaque le soir même, qui est une première en Côte d'Ivoire.

## Contexte
Les terroristes ont frappé le dimanche 13 mars en prenant d’assaut à la kalachnikov la plage de Grand-Bassam, à 40 km au sud-est d’Abidjan.

## Déroulement
Les terroristes, lourdement armés, ont assailli une plage de Grand-Bassam ainsi que trois établissements hôteliers qui se trouvaient à proximité.
Quarante-cinq minutes après le début de l'attaque, les forces spéciales ivoiriennes interviennent. Elles tombent nez à nez avec trois des quatre djihadistes sur la plage. L'affrontement est bref, les trois assaillants sont tués ainsi que trois membres des forces spéciales,.
Alassane Ouattara, le président ivoirien, qui se trouvait en Assinie dans sa résidence secondaire au moment de l'attentat, rejoint sa résidence officielle par hélicoptère à la suite d'un blocage de la route vers Abidjan. Son ministre de l'intérieur, Hamed Bakayoko, en déplacement au Ghana, retourne en Côte d'Ivoire par un avion spécialement affrété.
Le mode opératoire est proche de celui des attentats de Tunisie en juin 2015. Des grenades et des munitions ont été retrouvées par les forces de l'ordre.

## Bilan humain
Quinze civils sont tués lors de l'attaque, dont quatre Français, ainsi que trois membres des forces de sécurité et trois assaillants. 33 personnes sont également blessées. Le bilan pourrait être plus lourd, des disparitions ont été signalées et selon des témoignages, les djihadistes auraient ouvert le feu sur des personnes en train de se baigner. Ainsi, le 16 mars, le corps d'une victime est retrouvé sur la plage.
| Pays d’origine                 | Morts | Blessés |
| ------------------------------ | ----- | ------- |
| Côte d'Ivoire                  | 10    |         |
| France                         | 4     |         |
| Liban                          | 2     |         |
| Nigeria                        | 1     |         |
| Allemagne                      | 1     |         |
| Macédoine                      | 1     |         |
| Toutes nationalités confondues | 19    | ~33     |

Les victimes recensées identifiées à ce jour sont les suivantes, :
- Dix Ivoiriens dont sept civils :
  - Salimata Traoré, femme de 23 ans.
  - Carole Kouma Abenan, femme de 24 ans.
  - Émile Djo Bi Djo, homme de 26 ans.
  - Sidney Arthur Aka Ehui, homme de 33 ans.
  - Souleymane Bakayoko, homme de 22 ans.
  - Ousmane Sangaré, homme de 16 ans.
  - Oumar Diarrassouba, homme de 23 ans.
  - Abassi Ouattara Moussa (Forces spéciales ivoiriennes).
  - Gervais Kouadio N’Guessan (Forces spéciales ivoiriennes).
  - Ahmed Diomandé (Forces spéciales ivoiriennes).
- Un Nigérian :
  - Adekunle Sarikou, homme de 25 ans.
- Quatre Français :
  - Jean-Édouard Charpentier, homme de 78 ans.
  - Frédéric Lambert, homme de 63 ans.
  - Jean-Pierre Arnaud, homme de 75 ans.
  - Franck Hamel, homme de 53 ans.
- Une Allemande :
  - Henrike Grohs, femme de 51 ans, directrice de l'Institut Goethe d'Abidjan.
- Une Macédonienne :
  - Anita Andree Uska, femme.
- Un Libanais :
  - Ayek Toufic, homme de 54 ans.

## Auteurs
L'attaque est revendiquée le soir même par Al-Qaïda au Maghreb islamique (AQMI). Dans son communiqué officiel, AQMI indique que les assaillants étaient les dénommés Hamza al-Fulani, Abd ar-Rahman al-Fulani et Abu Adam al-Ansari, précisant que les deux premiers étaient issus des rangs de son allié Al-Mourabitoune, le mouvement dirigé par l’Algérien Mokhtar Belmokhtar.
Le groupe prétend aussi que les civils musulmans n'étaient pas visés, et que leur mort a été causée par l'intervention des forces spéciales ivoiriennes,,.
L'attaque a été commise par la katiba Al-Mourabitoune.
Un suspect ayant hébergé certains membres du commando à Abidjan et fourni une aide logistique avant l’attaque a été arrêté à Gossi. Un autre, identifié comme le chauffeur et bras droit de Kounta Dallah, a été arrêté à Goundam.
- Le planificateur de l'attentat, Mimi Ould Baba Ould Cheikh, est arrêté en janvier 2017 par l'armée française au Mali, à Gossi où il s'est installé de retour d'Algérie[14],[19]. Mimi Ould Baba est également considéré par le Burkina Faso comme le chef des opérations de l'attentat de janvier 2016 contre le café Cappuccino et l’hôtel Splendid, à Ouagadougou (30 morts)[20].
- Le chef de l'opération est identifié comme étant un nommé Kounta Abdallah, alias Kounta Dallah[21],[22], mais est à ce jour toujours en fuite. Il serait arrivé à Abidjan le 10 février 2016, soit un peu plus d’un mois avant l’attentat, accompagné d'Ibrahim Ould Mohamed, pour préparer l'attaque.
- Ibrahim Ould Mohamed est son chauffeur et bras droit, et a été arrêté en mars 2016 au Mali[14].
- Allou Doumbouya, alias « man », un Malien de 32 ans, est l’homme qui a convoyé du Mali en Côte d’Ivoire les armes ayant servi à l’attaque, Allou Doumbia, dans un Toyota Land Cruiser V8. Il a accompagné Kounta Dallah à deux reprises à Grand-Bassam afin de préparer l’attentat et d’y prendre des photos[22]. Il a été arrêté dans la nuit du 16 au 17 avril à Bamako[14]. Les armes auraient été dissimulées dans les réservoirs de carburant d'un véhicule de type 4×4, Alou Doumbouya aurait ensuite regagné le Mali par avion[20].

En tout, quinze personnes sont arrêtées entre les 13 et 22 mars.
Kounta Sidi Mohamed a hébergé dans un premier temps l'équipe de reconnaissance, Kounta Abdallah et Ibrahim Ould Mohamed, à son domicile dans le quartier d'Adjouffou, dans la commune de Port-Bouët.
Un certain Hamed Ould Baba Ould el Mokhtar aurait donné des instructions au Mali.
En mai 2016, Ange François Barri Battesti est arrêté en Côte d’Ivoire à Dabou. Il est accusé d'être le conducteur du 4×4 ayant convoyé les armes ayant servi à l’attaque à Abidjan. Il serait aussi impliqué dans l'attentat de Bamako et de Ouagadougou de 2016.

## Conséquences
Le 14 mars 2016, à la suite d'un conseil des ministres extraordinaire, le gouvernement proclame un deuil national de 3 jours. Le gouvernement annonce aussi une série de mesures pour renforcer la sécurité dans les écoles, les lieux publics sensibles et stratégiques, comme les ambassades et les sièges des organisations internationales.
La Cellule spéciale d’enquête et d’instruction (CSEI) devient la Cellule spéciale d’enquête, d’instruction et de lutte contre le terrorisme (CSEI-LCT) en juillet 2016 pour améliorer l'efficacité des investigations en matière de terrorisme.
En octobre 2018, le ministre de la Défense ivoirien, Hamed Bakayoko, et Jean-Yves Le Drian, ministre français de l’Europe et des Affaires étrangères, lancent le projet de construction d’une Académie internationale de lutte contre le terrorisme (AILCT) établie à Jacqueville, à 60 km d’Abidjan.
En août 2021 est créé le Centre de renseignement opérationnel antiterroriste (CROAT) chargées du recueil et de l’analyse des renseignements, de l’appui technologique, de la coopération internationale et surtout, des opérations en matière de lutte contre le terrorisme.

## Procès
Le Bureau fédéral d’investigation (FBI) américain auquel s'ajoutent des experts marocains, allemands, français et maliens sont venus soutenir la Côte d'Ivoire dans l’enquête.
En août 2016, deux militaires de la Garde républicaine sont condamnés par le tribunal militaire à dix ans de prison ferme, pour « violation de consignes » et « association de malfaiteurs » car ils n'ont pas dénoncé Ange François Barri Battesti, soupçonné d'être le conducteur du 4×4 ayant convoyé les armes, alors qu’ils avaient cohabité dans le même quartier avant l’attentat.
Le procès de l'attentat de Grand-Bassam s'ouvre le 30 novembre 2022. Dix-huit personnes sont poursuivies pour « assassinat », « actes de terrorisme » ou encore « recel de malfaiteurs » mais seulement quatre sont présentes physiquement :
- Mohamed Kounta[28], qui a logé dans un premier temps l'équipe de reconnaissance mais nie avoir été au courant de leur projet
- Mohamed Cissé, qui a notamment accompagné Kounta Dallah au carrefour Akwaba, à Port-Bouët, pour récupérer le Land Cruiser où étaient cachées les armes, mais nie avoir eu connaissance du chargement[22].
- Ange François Barri Battesti, accusé d'être le conducteur du 4×4 ayant convoyé les armes[22].
- Hantao Ag Mohamed Cissé, accusé d'avoir participé à la reconnaissance des lieux[29].

Le 28 décembre 2022, la cour d'assises d'Abidjan condamne onze des accusés à perpétuité, dont sept par contumace.